# 旧辻川郵便局
旧辻川郵便局（きゅうつじかわゆうびんきょく）は、兵庫県神崎郡福崎町西田原字道北1107-1にある建築物（擬洋風建築）。大正時代の郵便局舎である。

## 歴史

### 竣工
東隣には大庄屋の三木家が屋敷（大庄屋三木家住宅）を構えている。1922年（大正11年）、9代目当主の三木拙二が辻川郵便局長に就任すると、1923年（大正12年）に擬洋風建築の建物が竣工した。同年には電話交換業務も開始している。
1956年（昭和31年）には福崎郵便局に改称したため、玄関には福崎郵便局と書かれている。

### 保存と活用
2008年（平成20年）7月8日に国の登録有形文化財に登録された。同年には兵庫県の景観形成重要建造物等に指定された。
2020年（令和2年）11月1日、隣接する大庄屋三木家住宅が宿泊施設「NIPPONIA播磨福崎 蔵書の館」となり、旧辻川郵便局の2階がホテルの客室に転用された。2021年（令和3年）5月15日、民俗学者の柳田國男の著書や妖怪に関する絵本などをそろえるカフェ「妖怪ブックカフェ」が旧辻川郵便局の1階に開店した。

## 建築
外壁は下見板張であり、1階・2階とも窓は上げ下げ窓である。1階玄関ポーチの庇は渦紋をかたどっており、天井には逓信省のマークをモチーフとした意匠が描かれている。洋風の郵便局舎の好例とされる。